# Joachim Friedrich Benkendorf
Joachim Friedrich Benkendorf (* um 1648 in Danzig, Königreich Polen; † 27. Januar 1705) war ein kurbrandenburgischer Diplomat.

## Leben
Er stammte aus einer angesehenen märkischen Juristenfamilie. Sein Vater Joachim Christoph war kurbrandenburgischer Rat und Resident in Danzig, seine Mutter Maria war eine Tochter des Kaufmanns Heinrich von Durschelen und von Maria von Enden.
Joachim Friedrich wurde Geheimer Sekretär im Kurfürstentum Brandenburg. Seit 1671 war er dessen Resident (diplomatischer Vertreter) in Danzig (bis 1678?).